# Tteok
Tteok (hangul: 떡) é um tipo de bolo de arroz coreano feito com farinha de vários grãos, incluindo arroz glutinoso ou não glutinoso. A farinha cozida no vapor também pode ser moldada, socada ou frita para fazer outras variações do alimento. 
Tteok existe em variações de diferentes cores, sabores, fragrâncias e formatos, usando nozes, frutas, flores, ou simplesmente o arroz branco utilizado em casa para cozinhar. Alguns ingredientes comuns para muitos tipos de tteok são feijão feijão vermelho, soja, feijão mungo, abóbora, castanhas, pinhão, jujuba, frutas secas, gergelim, variados tipos de óleos e mel.

## Tipos
Tteok é dividido em quatro categorias diferentes: "tteok cozido no vapor"  (찌는 떡), "tteok socado" (치는 떡), "tteok cozido" (삶는 떡) e "tteok frito" (지지는 떡). O tteok cozido no vapor é feito cozinhando-se arroz ou farinha de arroz glutinoso em "siru" (시루), uma grande panela de barro, e é frequentemente chamado de "sirutteok" (시루떡). Ele é considerado como a forma mais antiga e básica de tteok. O tteok socado é feito usando uma tábua ou um pilão, depois da massa já ter sido cozida; no frito, a massa de arroz é achatada como uma panqueca e frita com óleo vegetal.

### Tteok cozido no vapor
Os principais ingredientes são arroz ou arroz glutinoso, e, às vezes, os dois tipos são misturados. Em algumas versões, outros grãos, feijões (azuki ou feijão mungo), gergelim, sementes, farinha de trigo ou amido podem ser misturados com o arroz. Várias frutas e nozes são utilizadas como ingredientes secundários, como o caqui, pêssego ou damascos, castanhas, nozes e pinhões. Além disso, vegetais saborosos ou ervas podem ser usados para dar mais sabor ao tteok. Cogumelos, rabanete, artemísia, pimenta e vinho de arroz são os ingredientes mais comuns, e mel e açúcar são usados como adoçantes.

### Tteok socado

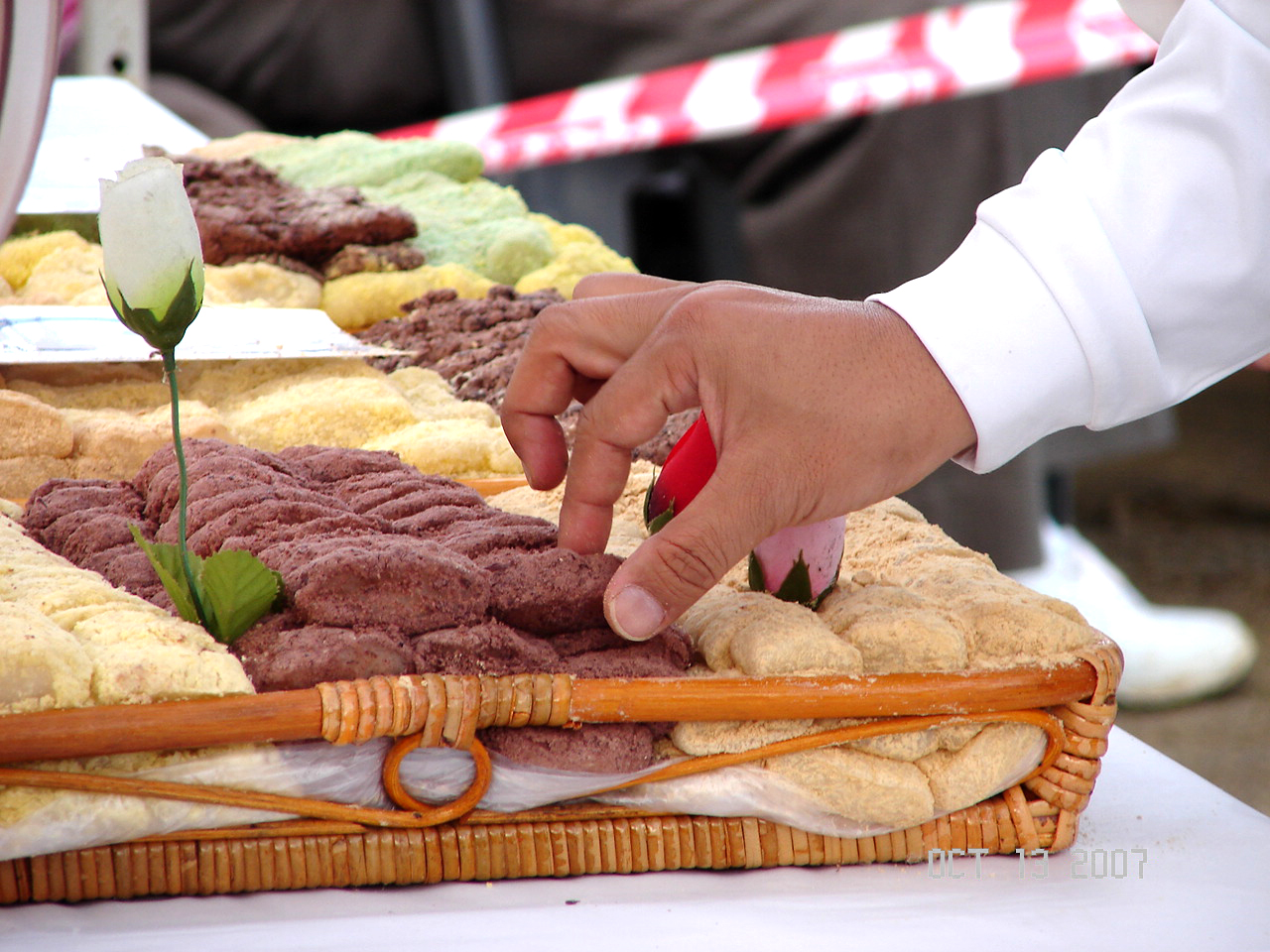
Injeolmi

Na preparação tradicional do prato, o tteok é feito socando arroz branco ou arroz glutinoso no jeolgu, uma espécie de pilão coreano. Injeolmi (tteok revestido com feijão vermelho em pó ou grãos de soja torrados em pó), garaetteok (가래떡 tteok branco e cilíndrico), jeolpyeon (절편 tteok estampado) e danja (단자 bola de arroz glutinoso coberto com pasta de feijão) são os tipos mais comuns de tteok socado.
O arroz e o arroz glutinoso são descascados para fazerem um pó, e então são cozidos em um siru (panela de barro), e então socados com o pilão. Esse tipo de tteok é dividido entre o de arroz glutinoso (찹쌀도병 chapssal dobyeong) e o de arroz branco padrão (맵쌀도병 mapssal dobyeong).